# 팟지엠 성당
팟지엠 성당(Phat Diem Cathedral, 베트남어: Nhà thờ chính tòa Phát Diệm / 茹祠正座發艷)은 베트남 닌빈성 낌선현에 있다. 1892년에 돌로 지어진 팟지엠 교회 건축물은 ‘절충적 건축 양식’이라 불리는 베트남과 유럽의 건축 양식을 혼합한 것이다. 이 성당은 1972년 서쪽벽, 수녀원, 그리고 두 학교가 폭격을 당해 피해를 입었다. 복구 후 이 폭격의 흔적은 없어졌다. 교회지만 베트남 전통 사찰 건축에 탑형 지붕으로 지어졌다.

## 위치

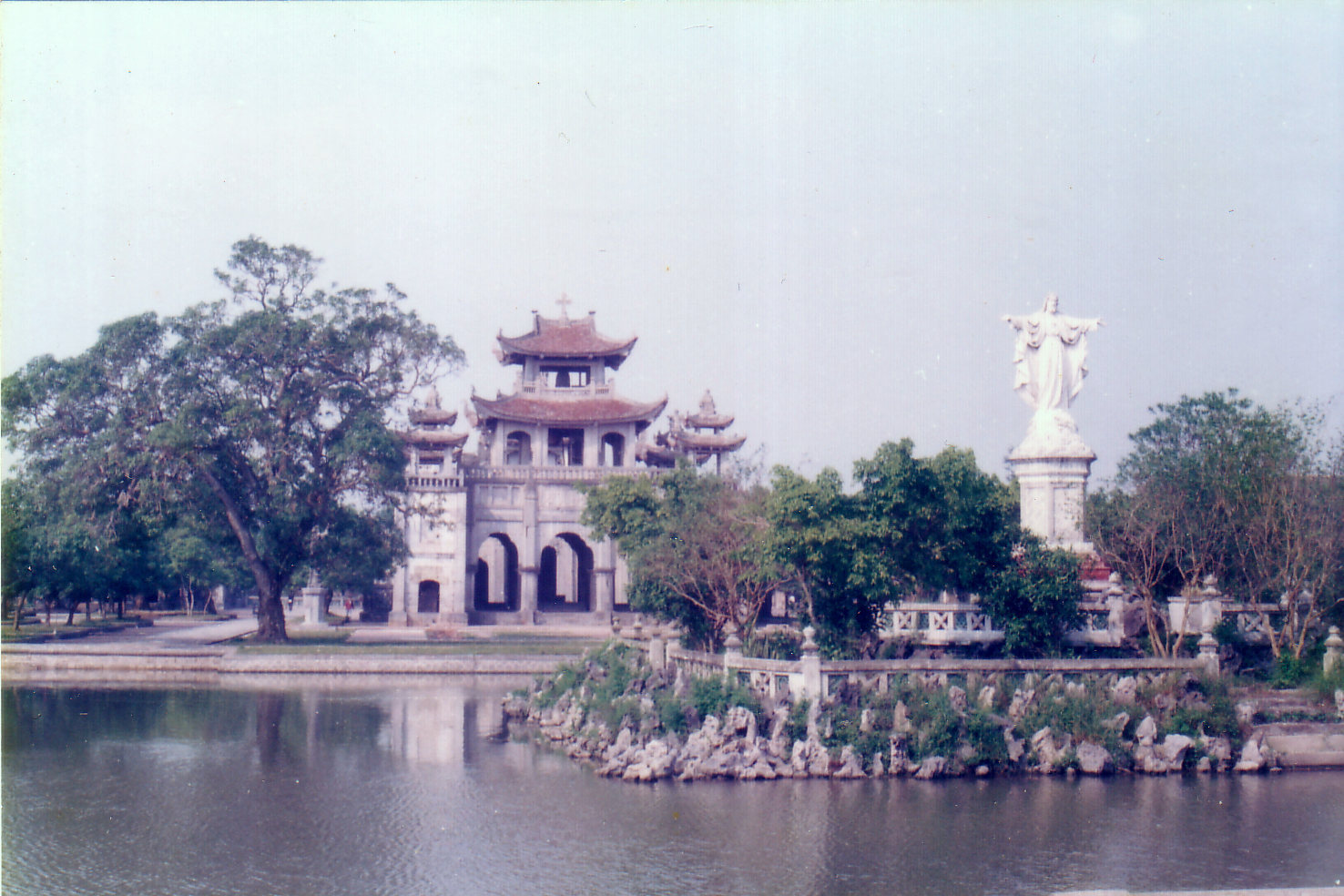
성당과 종탑의 전경

성당은 낌선으로도 불리는 가톨릭 지역인 닌빈성 낌선현에 있는 르우프엉사에 있다. 닌빈에서 남쪽으로 약 29km, 하노이에서 121km 떨어져 있다.

## 역사

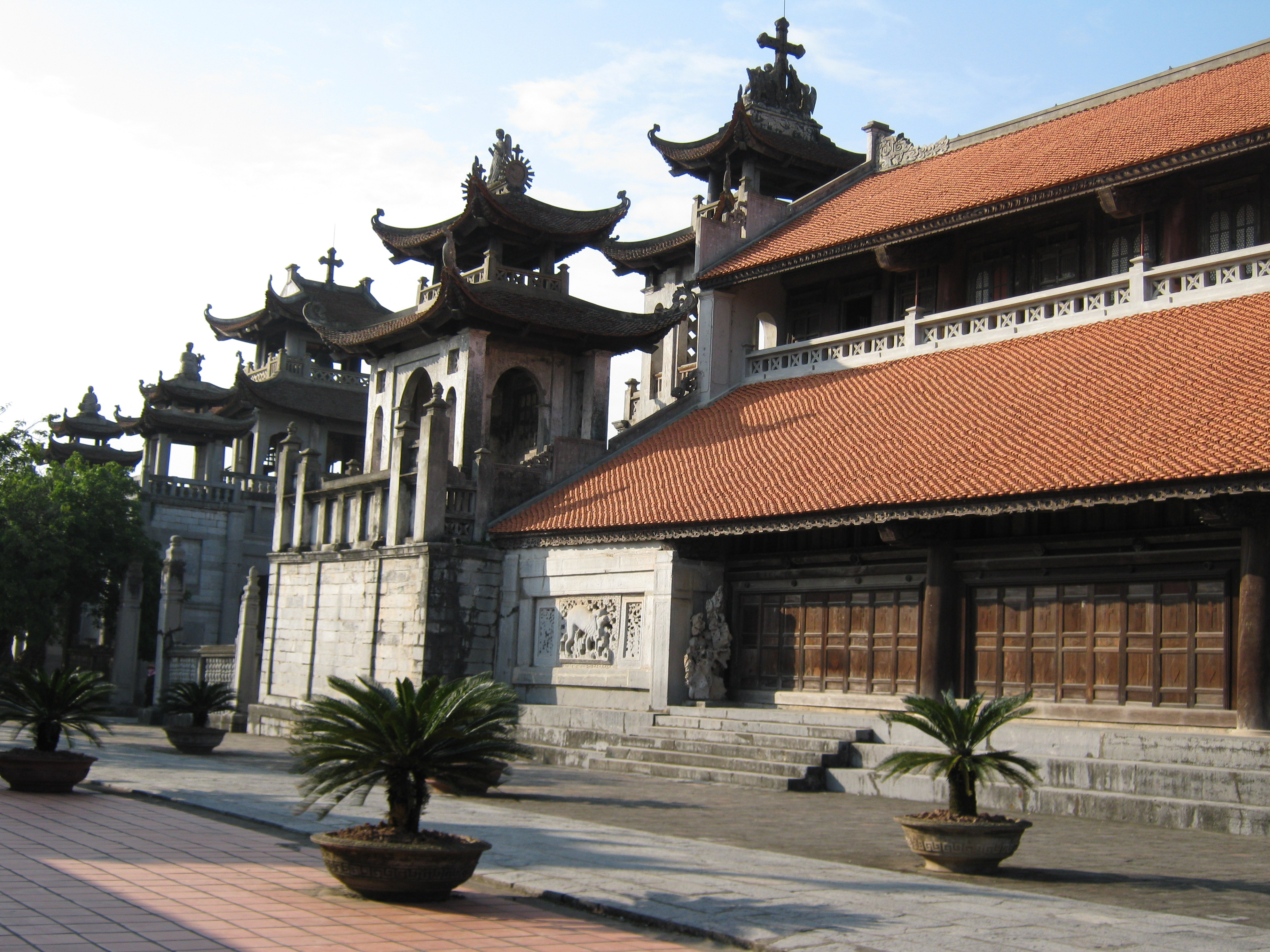
성당의 측면

팟지엠 성당은 프랑스어로 페레 식스(Pere Six) 또는 베트남어로 꾸사우(cu Sau)라고도 불리는 쩐룩(Tran Luc) 신부에 의해 지어졌다. 페레 식스의 무덤은 성당 앞뜰에 있다. 성당의 목조상은 모두 베트남의 장인인 포자(Pho Gia)가 조각한 것이었다.

이 성당은 1954년 베트남군의 분단으로 인해 가톨릭 신자들이 떠나게 되면서 폐쇄되었다; 그들은 남베트남의 안전한 곳으로 이주했다. 이제 그 성당은 기능적이고, 그 지방에는 더 많은 교회들이 있다.
1972년 8월 15일, 그 성당은 폭격을 받아 서쪽 벽, 수녀원, 그리고 학교 두 곳이 무너졌다. 그러나 지금은 복원 후 이 파괴의 흔적조차 보이지 않고 있다.
소설가 그레이엄 그린은 그의 소설 《조용한 미국인》(Quiet American)에서 성당을 "크리스찬보다 더 불교적인"이라고 묘사했다.

## 참고자료
- Broyles, William (2013). 《Goodbye Vietnam》. Open Road Media. ISBN 978-1-4804-0433-5.
- Greene, Graham (2010). 《The Quiet American》. Random House. ISBN 978-1-4090-1740-0.
- Guides, Insight (2015). 《Insight Guides: Vietnam》. APA. ISBN 978-1-78005-537-4.
- Keith, Charles (2012). 《Catholic Vietnam: A Church from Empire to Nation》. University of California Press. ISBN 978-0-520-27247-7.
- Lưu, Minh trị (2000). 《Historical remains & beautiful places of Hanoi and the surrounding areas》. Nhà xuá̂t bản Hà Nội.
- Ray, Nick; Yanagihara, Wendy (2005). 《Vietnam》. Lonely Planet. ISBN 978-1-74059-677-0.
- Sasges, Gerard (2013년 7월 1일). 《It's a Living: Work and Life in Vietnam Today》. NUS Press. ISBN 978-9971-69-698-6.
- Welch, Larry (2015). 《School Days in Vietnam Stories from the Heart》. Trafford Publishing. ISBN 978-1-4907-6066-7.